# جک آلکوت
جک آلکوت (به انگلیسی Jack Alcott متولد ۱۹۹۶) یک بازیگر و مدل آمریکایی است. او بیشتر به خاطر ایفای دو نقشِ جیسون برون در مینی سریال پرنده ارباب خوب و هریسون مورگان در سریال دکستر: شروعی تازه در شبکه شوتایم مشهور است.

## فیلم‌شناسی
| سال     | عنوان                           | نفش                  | یادداشت                              |
| ------- | ------------------------------- | -------------------- | ------------------------------------ |
| ۲۰۱۴    | قرمز لخت                        | کرسیتین              | فیلم کوتاه                           |
| ۲۰۱۴    | Wingman Walrus                  | Wingman Walrus       | فیلم کوتاه                           |
| ۲۰۱۵    | قلب‌های موزیکال                  | آدام                 | فیلم کوتاه                           |
| ۲۰۱۶    | اطلاع نهانی                     | گرس شیراز            | فیلم کوتاه                           |
| ۲۰۱۷    | لیمو ساخته شده                  | مین تین              | فیلم کوتاه                           |
| ۲۰۱۷    | انتقال: انقلاب                  | آنتونی               | فیلم کوتاه                           |
| ۲۰۱۷    | شهرستان میلوود                  | تامی                 | فیلم کوتاه                           |
| ۲۰۱۸    | کمپین ILL                       | Young Zach Chevalier | Episode: “I Wouldn’t Sh’ma Just Yet” |
| ۲۰۱۸    | توپ ها!                         | پخش کننده / داور     | فیلم کوتاه                           |
| ۲۰۲۰    | آگوستوس                         | پیشخدمت در دانته     | فیلم کوتاه                           |
| ۲۰۲۰    | وقتی چراغ‌های خیابان روشن می‌شوند | جِیمی                 | Episode: “2016 Pilot”                |
| ۲۰۲۰    | لیست سیاه                       | رسلر جوان            | Episode: “Brothers”                  |
| ۲۰۲۰    | عاشق درد                        | جویی                 | فیلم کوتاه                           |
| ۲۰۲۰    | پرنده ارباب خوب                 | جیسون برون           | نقش اصلی                             |
| ۲۰۲۱    | بهشت شیشه ای آبی                | تیلر                 | فیلم کوتاه                           |
| ۲۰۲۱–۲۲ | دکستر: شروعی تازه               | هریسون مورگان        | نقش اصلی                             |
| ۲۰۲۳    | پوکر فیس                        | رندی                 | بازیگر مهمان                         |

## زندگی شخصی
آلکات در فرانکلین، تنسی بزرگ شد. او برای مدت کوتاهی در شهر نیویورک زندگی کرد در حالی که زندگی «بازیگر مبارز» را داشت، اما با شیوع همه‌گیری کووید-۱۹ به خانه بازگشت.